# Tadeusz Baird

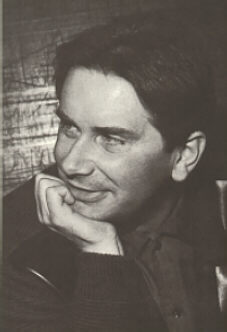
Tadeusz Baird

Tadeusz Baird (Grodzisk Masowiecki, 26 juli 1928 - Warschau, 2 september 1981) was een Pools componist. Hij schreef voornamelijk orkestmuziek. Veel van zijn werken, die als expressief en lyrisch worden gekarakteriseerd, refereren naar literatuur. Ook schreef hij veel film- en toneelmuziek.
Baird werd geboren als kind van een Poolse vader van mogelijk Schotse afkomst en een Russische moeder. Hij volgde lessen muziektheorie bij Kazimierz Sikorski aan het conservatorium van Warschau, totdat hij in 1944, zestien jaar oud, na de opstand van Warschau naar Duitsland werd gedeporteerd. Na zijn bevrijding uit kamp Gladbeck, dat hij ternauwernood overleefde, keerde hij in het najaar van 1946 in Polen terug. Daar begon hij zijn compositie-opleiding bij achtereenvolgens Piotr Rytel en Piotr Perkowski. 
Als componist debuteerde hij in 1949. In dat jaar richtte hij met twee collega's de componistengroep Grupa 49 op, die zich op papier committeerde aan de uitgangspunten van het socialistisch-realisme. In de praktijk betekende het vooral dat hij zich aan een neoklassiek idioom hield. In deze periode ontstonden onder meer zijn eerste twee symfonieën en de suite Colas Breugnon.
Vanaf 1954 verdiepte Baird zich in de twaalftoonstechniek en in het bijzonder in het werk van Alban Berg. In deze jaren schreef hij onder meer zijn Vier Essays. 
In 1956 was Baird een van de oprichters van het muziekfestival Warschause Herfst (Warszawska Jesień). Vanaf 1974 doceerde hij aan de muziekacademie van Warschau.

## Werken
- Sinfonietta	(1949)
- Colas Breugnon, suite in oude stijl (1951)
- Vier Essays voor orkest (1958)
- Concert voor piano en orkest (1949)
- Symfonie Nº 1		(1950)
- Symfonie Nº 2	'quasi una fantasia'	(1952)
- Vier Dialogen voor hobo en kamerorkest (1964)
- Jutro (Morgen), muzikaal drama in één akte (1966)
- Sinfonia breve	(1968)
- Symfonie Nº 3	 	(1969)
- Goethe-Briefe, cantate voor bariton, gemengd koor en orkest (1970)
- Concert voor hobo en orkest (1973)
- Concerto lugubre voor altviool en orkest (1975)